# Camille Vangraefschepe
Camille Victor Jules Vangraefschepe (Oostende, 11 april 1902 - Aat, 5 juli 1987) was een Belgisch volksvertegenwoordiger, senator en burgemeester.

## Levensloop
Van Graefschepe promoveerde tot doctor in de geneeskunde en vestigde zich in Aat.
Hij werd politiek actief bij de Belgische Socialistische Partij. In Aat werd hij gemeenteraadslid in 1946 en was er burgemeester van 1947 tot 1962.
Hij werd verkozen tot socialistisch senator voor het arrondissement Doornik-Aat en vervulde dit mandaat tot in 1949. In 1949 werd hij verkozen tot volksvertegenwoordiger voor hetzelfde arrondissement en bleef dit tot in 1962.